# Freddie Lewis (baloncestista de 1921)
Frederick B. "Freddie" Lewis jr. (nacido el 6 de enero de 1921 y fallecido el 27 de diciembre de 1994 en Sacramento, California) fue un jugador y entrenador de baloncesto estadounidense que disputó dos temporadas entre la BAA y la NBA, además de jugar en la NBL, la PBLA y la ABL. Con 1,88 metros de estatura, jugaba en la posición de escolta. Como entrenador, dirigió equipos de la NCAA durante trece temporadas.

## Trayectoria deportiva

### Universidad
Tras pasar un año en la Universidad de Long Island, jugó durante el resto de su etapa universitaria con los Colonels de la Universidad de Kentucky Oriental, con los que acabó como segundo mejor anotador del país en 1945 y tercero al año siguiente. En 1947 fue elegido Mejor Jugador del Torneo de Baloncesto de la NAIA.

### Profesional
En 1946 fichó por los Sheboygan Redskins de la NBL, con los que en su primera temporada promedió 13,3 puntos por partido, el segundo mejor anotador de la liga tras Alfred Cervi, lo que le valió para ser elegido rookie del año e incluido en el mejor quinteto de la competición.
Tras un breve paso por los Birmingham Skyhawks de la PBLA, con los que promedió 10,1 puntos por partido, regresó a los Redskins, donde completó otra buena temporada, promediando 10,1 puntos por partido. Fue traspasado a los Indianapolis Kautskys, que al año siguiente se convertirían en los Indianapolis Jets, participando en la BAA. Allí jugó 9 partidos, en los que promedió 9,9 puntos y 2,4 asistencias, hasta que fue traspasado junto con Hal Tidrick a los Baltimore Bullets a cambio de John Mahnken.
En su primera temporada en los Bullets fue uno de los mejores anotadores del equipo, promediando 11,4 puntos y 1,7 asistencias por partido. Con la temporada 1949-50 ya comenzada, fue traspasado a los Philadelphia Warriors a cambio de Ed Sadowski, donde perdió protagonismo, acabando el año promediando 3,4 puntos por partido.
Antes de retirarse, jugó una temporada en la ABL, en los Washington Capitols y los Middletown Guards, promediando 9,0 y 8,6 puntos respectivamente.

### Entrenador
Comenzó su carrera de entrenador en la Universidad de Hawái, donde consiguió 21 victorias y 2 derrotas, para pasar posteriormente a la Universidad del Sur de Misisipi, donde permanecería cinco temporadas en las que logró un balance de 89 victorias y 38 derrotas. Posteriormente entrenó seis temporadas a la Universidad de Syracuse, logrando 91 victorias y 57 derrotas. Acabó entrenando una temporada a la Universidad Estatal de Sacramento, donde acumuló 7 victorias y 23 derrotas.

## Estadísticas de su carrera en la NBA

### Temporada regular
| Temporada | Edad | Equipo                | Liga  | Pos. | P  | TIT | MIN | TC  | TCA  | %TC  | 3P | 3PA | %3P | TL  | TLA | %TL  | R.OF. | R.DEF. | REB | ASIS | ROB | TAP | PER | FP  | PTS  |
| 1948-49   | 28   | TOTAL                 | BAA   |      | 61 |     |     | 4.5 | 13.7 | .326 |    |     |     | 2.3 | 3.0 | .762 |       |        |     | 1.8  |     |     |     | 2.7 | 11.2 |
| 1948-49   | 28   | Indianapolis Jets     | BAA   |      | 8  |     |     | 3.9 | 14.4 | .270 |    |     |     | 2.1 | 3.0 | .708 |       |        |     | 2.4  |     |     |     | 3.1 | 9.9  |
| 1948-49   | 28   | Baltimore Bullets     | BAA   |      | 53 |     |     | 4.5 | 13.6 | .335 |    |     |     | 2.3 | 3.0 | .771 |       |        |     | 1.7  |     |     |     | 2.7 | 11.4 |
| 1949-50   | 29   | TOTAL                 | NBA   |      | 34 |     |     | 1.4 | 5.4  | .250 |    |     |     | 0.7 | 0.9 | .781 |       |        |     | 0.7  |     |     |     | 1.2 | 3.4  |
| 1949-50   | 29   | Baltimore Bullets     | NBA   |      | 18 |     |     | 1.4 | 6.1  | .227 |    |     |     | 0.7 | 1.1 | .684 |       |        |     | 1.0  |     |     |     | 1.3 | 3.5  |
| 1949-50   | 29   | Philadelphia Warriors | NBA   |      | 16 |     |     | 1.3 | 4.6  | .284 |    |     |     | 0.8 | 0.8 | .923 |       |        |     | 0.4  |     |     |     | 1.1 | 3.4  |
| Total     |      |                       | TOTAL |      | 95 |     |     | 3.3 | 10.7 | .312 |    |     |     | 1.7 | 2.2 | .765 |       |        |     | 1.4  |     |     |     | 2.2 | 8.4  |
|           |      |                       | BAA   |      | 61 |     |     | 4.5 | 13.7 | .326 |    |     |     | 2.3 | 3.0 | .762 |       |        |     | 1.8  |     |     |     | 2.7 | 11.2 |
|           |      |                       | NBA   |      | 34 |     |     | 1.4 | 5.4  | .250 |    |     |     | 0.7 | 0.9 | .781 |       |        |     | 0.7  |     |     |     | 1.2 | 3.4  |

### Playoffs
| Temporada | Edad | Equipo            | Liga | Pos. | P | TIT | MIN | TC  | TCA  | %TC  | 3P | 3PA | %3P | TL  | TLA | %TL  | R.OF. | R.DEF. | REB | ASIS | ROB | TAP | PER | FP  | PTS  |
| 1948-49   | 28   | Baltimore Bullets | BAA  |      | 3 |     |     | 5.0 | 11.7 | .429 |    |     |     | 2.3 | 3.3 | .700 |       |        |     | 1.0  |     |     |     | 4.3 | 12.3 |
| Total     |      |                   | BAA  |      | 3 |     |     | 5.0 | 11.7 | .429 |    |     |     | 2.3 | 3.3 | .700 |       |        |     | 1.0  |     |     |     | 4.3 | 12.3 |